# Jan Mastwijk
Jan Johannes (Jan) Mastwijk (Vleuten, 14 december 1949) is een Nederlands politicus. Hij zat van 2002 tot 17 juni 2010 in de Tweede Kamer namens het CDA.
Jan Mastwijk werd geboren in Vleuten. Na de HBS volgde hij in Utrecht achtereenvolgens de opleiding gemeenteadministratie, gemeentefinanciën en opleiding Hoger Bestuursambtenaar. Inmiddels werkte hij als ambtenaar bij de toenmalige gemeente Linschoten en later bij de gemeente Boskoop. Na enkele jaren bij de provincie Zuid-Holland gewerkt te hebben, werd Mastwijk hoofd financiën van de gemeente Pijnacker. In 1985 verhuisde hij naar Hoogeveen, waar hij achtereenvolgens hoofd financiën, directeur middelen en directeur planning en projecten was.
Na enkele jaren in de Provinciale Staten van Drenthe te hebben gezeten, werd Mastwijk in 2002 gekozen tot lid van de Tweede Kamer. Hier hield hij zich onder meer bezig met rijksuitgaven, stads- en streekvervoer, taxi-wetgeving, tuinbouw, fruitteelt, boomkwekerij, bollenteelt en gewasbescherming, en met defensie (ruimtelijke ordening en milieu).
Mastwijk stond in 2010 voor de Tweede Kamerverkiezingen namens het CDA wederom op de kandidatenlijst. Hij behaalde 8.343 stemmen, maar vanwege zijn 38e plaats werd hij niet herkozen.
In de zomer van 2021 zegde hij het lidmaatschap van het CDA op wegens de koers van de partij. In de zomer van 2023 werd hij lid van de nieuwe partij Nieuw Sociaal Contract van Pieter Omtzigt. Op 17 november 2024 werd bekend dat hij teleurgesteld was in deze nieuwe partij omdat deze te weifelachtig opereerde en hij zijn lidmaatschap had opgezegd.
- Parlement.com: vg9fgopuczzc